# Длинноклювые коршуны
Длинноклювые коршуны (лат. Chondrohierax) — род хищных птиц из семейства ястребиных (Accipitridae). Распространены в Северной, Центральной и Южной Америке.

## Описание
Коршуны среднего размера, общая длина достигает 51 см, а размах крыльев — 98 см. Самки немного крупнее и тяжелее самцов. Наиболее заметным отличительными признаком представителей рода является острый изогнутый клюв. Связь между размером клюва и географическим распространением или полом, по-видимому, отсутствует. Форма клюва вместе с формой массивной округлой головы придает птицам вид попугая. Крылья широкие лопастевидные, закругленные на концах и сужены у основания.
Длинноклювые коршуны питаются преимущественно древесными улитками. Чаще всего в пищу употребляются представители родов Homolanyx, Polymita, Orthalicus, Helicina, Drymaeus. Реже встречаются наземные и водные улитки.

## Систематика
Таксономическая неопределенность в пределах рода Chondrohierax была обусловлена высокой степенью вариабельности размера клюва и окраски оперения во всем географическом ареале единственного признанного вида Chondrohierax uncinatus. Филогенетический анализ митохондриальной ДНК подтвердил видовой статус кубинского Chondrohierax wilsonii, и подвидовой статус гренадской формы Chondrohierax uncinatus mirus.
В состав рода включают два вида:
| Изображение | Научное название                         | Русское название    | Распространение                                                       |
| ----------- | ---------------------------------------- | ------------------- | --------------------------------------------------------------------- |
|             | Chondrohierax uncinatus (Temminck, 1822) | Длинноклювый коршун | юг Северной Америки, Антильские острова, Центральная и Южная Америка. |
|             | Chondrohierax wilsonii (Cassin, 1847)    |                     | Куба                                                                  |